# Ptychadena superciliaris
Ptychadena superciliaris es una especie  de anfibios de la familia Ranidae.

## Distribución geográfica
Se encuentra en los bosques tropicales, subtropicales y en humedales de Costa de Marfil, Ghana, Guinea, Liberia y Sierra Leona.  

## Estado de conservación
Se encuentra amenazada de extinción por la pérdida de su hábitat natural.